# Anemonactis mazeli
Anemonactis mazeli is een zeeanemonensoort uit de familie Haloclavidae. Anemonactis mazeli werd in 1880 voor het eerst wetenschappelijk beschreven door Jourdan.

## Beschrijving
Deze gravende zeeanemoon heeft een vrij langwerpige zuil met een ronde voet, soms ingelegd met zand. Er zijn 20 stevige, cilindrische tentakels aanwezig, elk met een vernauwing nabij de punt die een eindknop vormen. De schijf heeft donkere radiale lijnen op een crème of oranje achtergrond, de tentakels zijn doorschijnend, crème of oranje, min of meer gespikkeld met crème of bruin. Andere variaties komen waarschijnlijk voor. Grootte is tot 60 mm over de tentakels, kolom tot 120 mm lang.

## Verspreiding
Het verspreidingsgebied van deze anemoon is de noordoostelijke Atlantische Oceaan, van Scandinavië tot de Golf van Biskaje en de Middellandse Zee. Af en toe aanwezig in het Engelse Kanaal, de Ierse Zee en in het zuidwesten van Ierland. Leeft ingegraven in zand of modder, altijd offshore vanaf 5 tot 1000 meter diepte. In Schotland zijn normaal gesproken alleen de toppen van de tentakels boven het oppervlak van de modder zichtbaar.